# زینب اوزدر
زینب اوزدر (انگلیسی: Zeynep Özder؛ زادهٔ ۱۵ اوت ۱۹۸۰) بازیگر اهل ترکیه است. وی از سال ۲۰۰۹ میلادی تاکنون مشغول فعالیت بوده‌است.
از فیلم‌ها یا برنامه‌های تلویزیونی که وی در آن نقش داشته‌است می‌توان به بازگشت به خانه اشاره کرد.